# Maria-Geboorte
Maria-Geboorte of Geboorte van de Moeder Gods is een Mariafeest in de rooms-katholieke en de orthodoxe Kerk, dat jaarlijks wordt gevierd op 8 september. De Orthodoxie viert Maria's geboorte met een aparte liturgie, terwijl in de rooms katholieke kerk het wordt gevierd als feest.
Het feest viert de geboorte van Maria, dochter van Anna en Joachim. De ontvangenis van Maria en haar geboorte worden het eerst beschreven in de tweede eeuw, namelijk in het apocriefe 'Evangelie over de geboorte van Maria' (ook wel ‘Proto-evangelie van Jacobus’ genoemd. De eerste bronnen die de viering van Maria's geboorte bevestigen, dateren uit de 6e eeuw. De feestdag werd aanvankelijk vooral gevierd in Jeruzalem als kerkwijdingsfeest van de basiliek H. Anna, Maria's moeder. Deze basiliek was voor de herbouw in de 6e eeuw gewijd aan Maria. Vervolgens verspreidde de devotie zich naar het westen en was in de Middeleeuwen al een van de belangrijke kerkelijke feestdagen (octaaf van enkele ritus) geworden. Het octaaf werd in 1955 afgeschaft, terwijl het feest behouden bleef.
De datering op 8 september is ontleend aan de traditie. Op basis van deze datum werd later de viering van Maria-Onbevlekte-Ontvangenis bepaald (nl. 8 december, 9 maanden voor 8 september).
Maria-Geboorte is tevens het patroonfeest onder de naam 'Oorzaak onzer Blijdschap' van het bisdom Hasselt. Wanneer dit feest samenvalt met een zondag, heeft dit enkel voorrang op de zondagsliturgie in de kathedraal en in de (titelkerk) de basiliek van Tongeren als hoogfeest.